# Otto Steidle
Otto Steidle (* 16. März 1943 in München-Milbertshofen; † 28. Februar 2004 in Schnaitsee-Harpfing) war ein deutscher Architekt und Hochschullehrer.

## Werdegang
Steidle besuchte von 1956 bis 1959 zunächst die Wirtschaftsaufbauschule München. Nach einem Architekturpraktikum studierte er ab 1962 an der Staatsbauschule München, die er 1965 mit dem Dipl.-Ing. abschloss. Bis 1969 folgten Studien an der Akademie der Bildenden Künste München. Bereits 1966 war er Mitbegründer des Büros Muhr und Steidle in München. 1969 gründete er das Büro Steidle + Partner, das 1981 ein zweites Büro in Berlin eröffnete. Es bestanden weitere Büros in Simbach am Inn und in Peking. Zwischen 1994 und 1999 arbeitete Steidle mit dem Architekten Bernd Jungbauer als Architekturwerkstatt Steidle / Jungbauer zusammen. Otto Steidle arbeitete über 20 Jahre mit dem befreundeten Berliner Farbkünstler Erich Wiesner zusammen.
Von 1982 bis zu seinem Tod lebte Steidle mit Verena von Gagern-Steidle zusammen. Im Februar 2004 verstarb Otto Steidle unerwartet an einem Herzinfarkt auf seinem Bauernhof in Harpfing.
Nach dem Tod von Otto Steidle gründeten die ehemaligen Mitarbeiter Johann Spengler, Hans Kohl (1952–2007), Johannes Ernst und Martin Klein im Jahr 2005 das Nachfolgerbüro Steidle Architekten.

### Lehrtätigkeit
Zwischen 1979 und 1980 war Steidle Professor für Entwerfen und Konstruktion an der Gesamthochschule in Kassel. Anschließend bis 1991 Professor für Entwerfen und Konstruktion an der TU Berlin. Ab 1991 übernahm er eine Professur für Architektur an der Akademie der bildenden Künste München, deren Rektor er 1993 wurde. Steidle war Gastprofessor an der Internationalen Sommerakademie für Bildende Kunst Salzburg, am Berlage Institute in Amsterdam und am MIT in Cambridge.

## Bauten

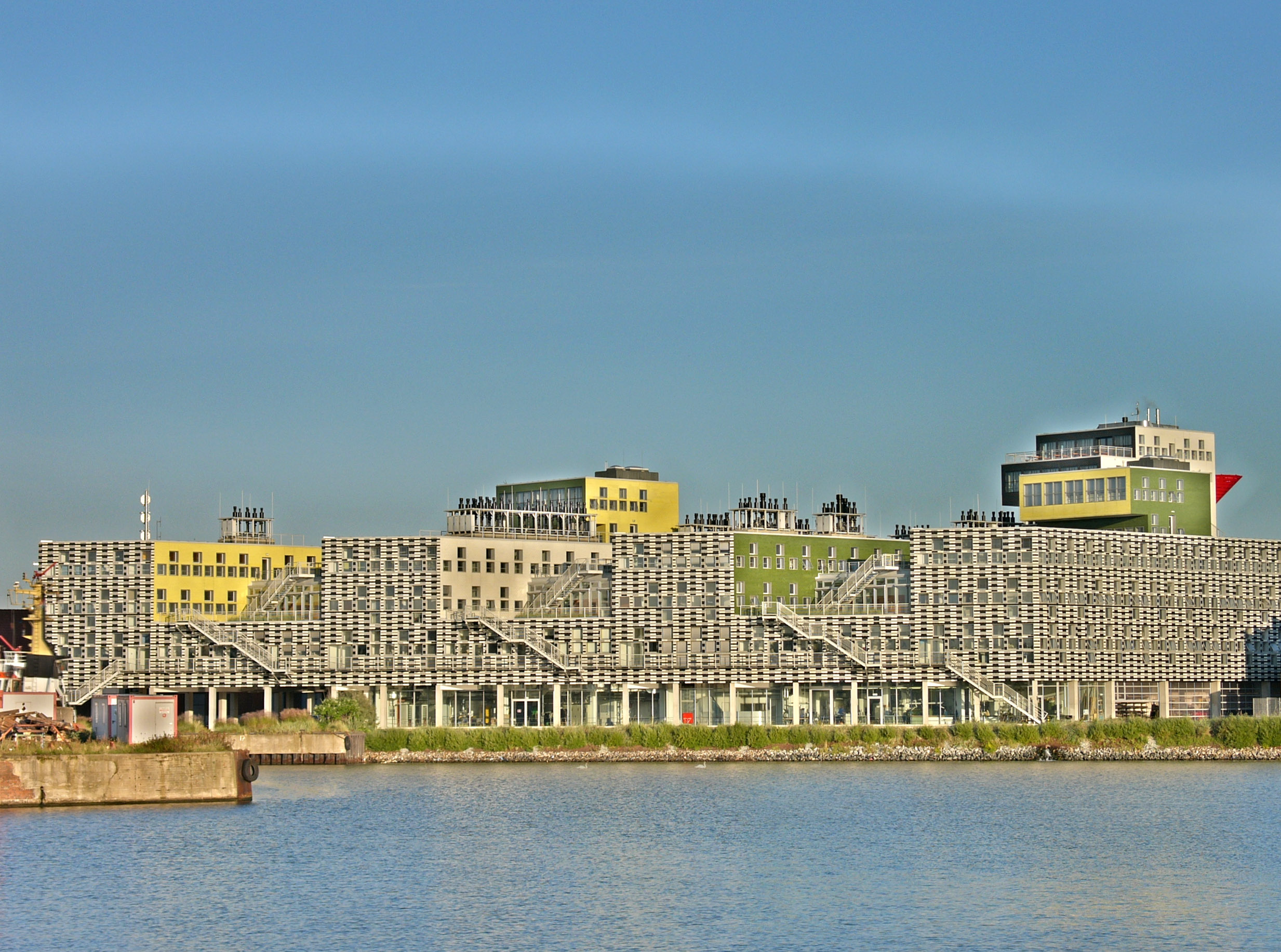
Erweiterungsbau des Alfred-Wegener-Instituts, Bremerhaven

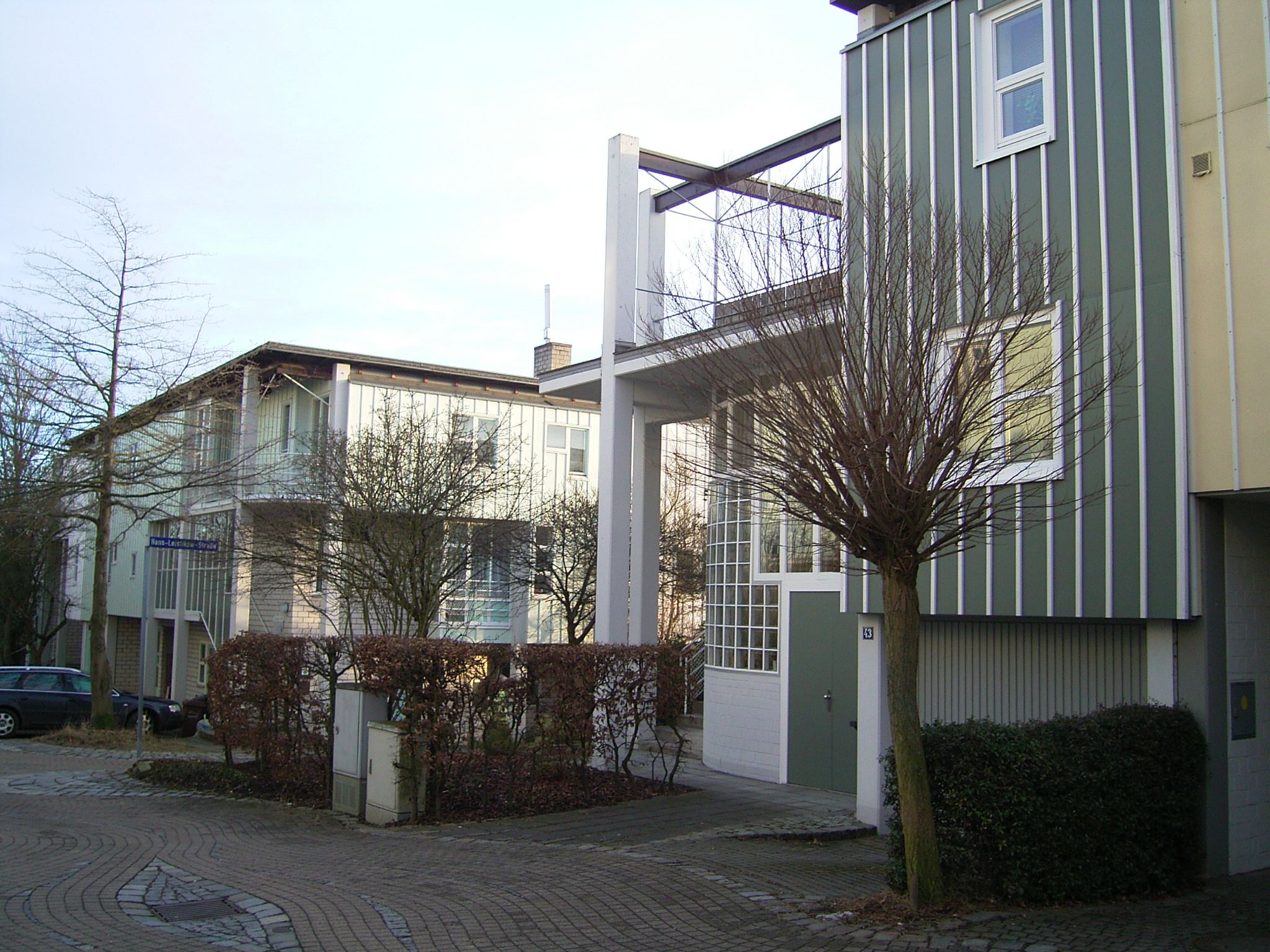
Documenta Urbana, Kassel

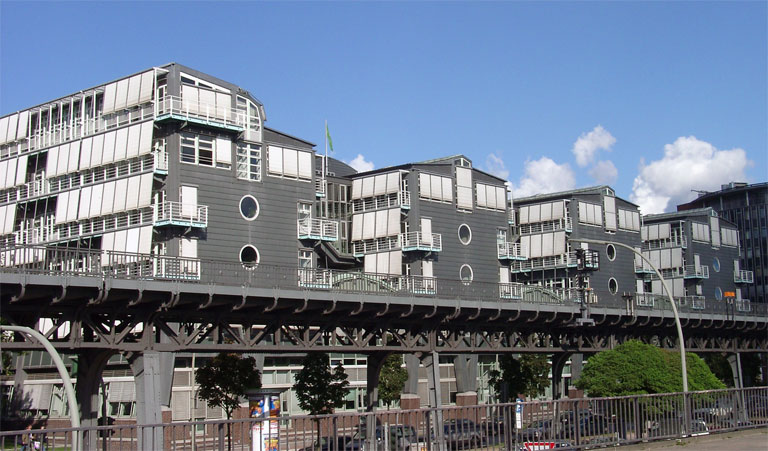
Verlagshaus Gruner und Jahr, Hamburg (1984–1991)

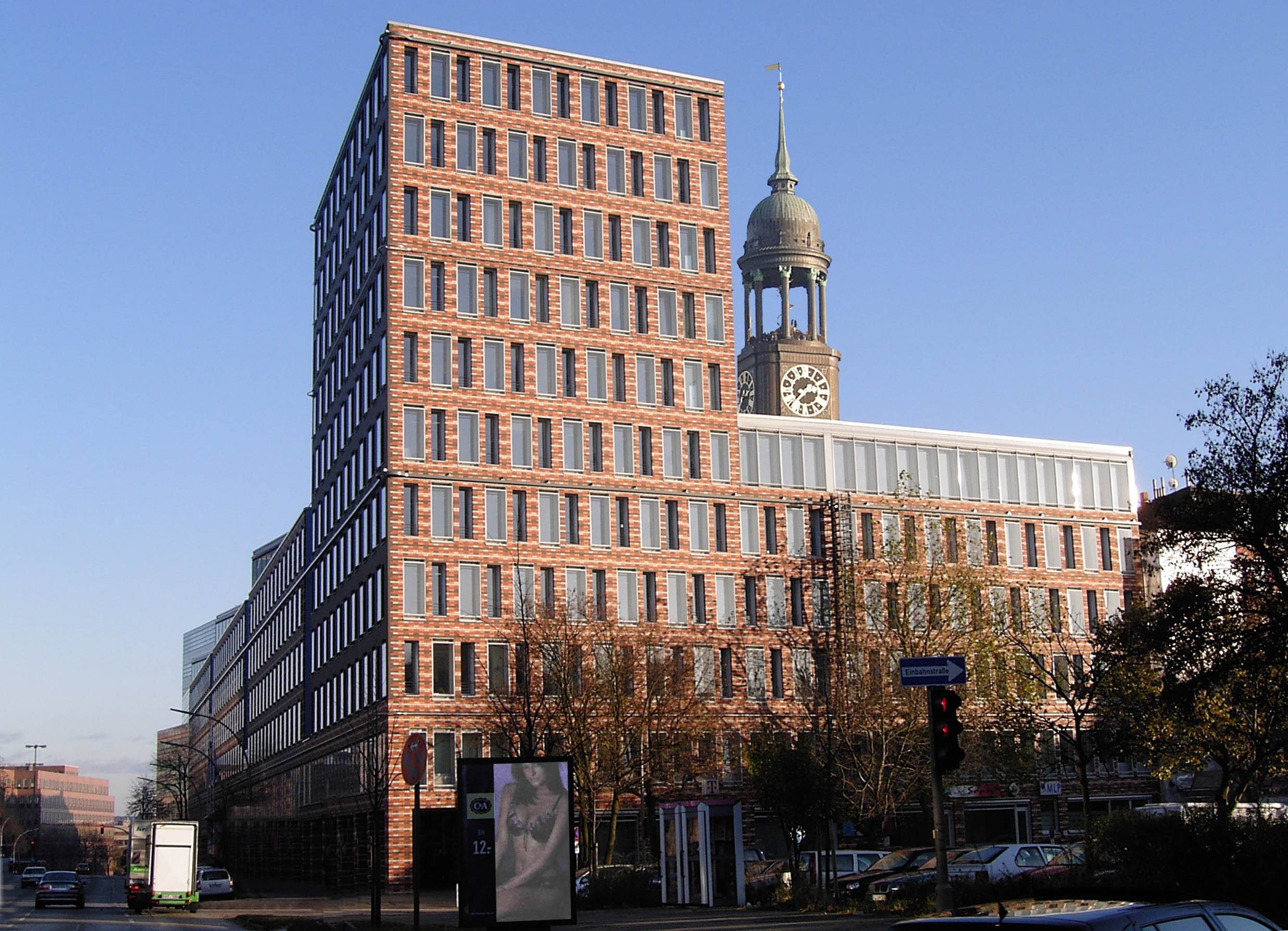
KPMG-Firmengebäude, Hamburg

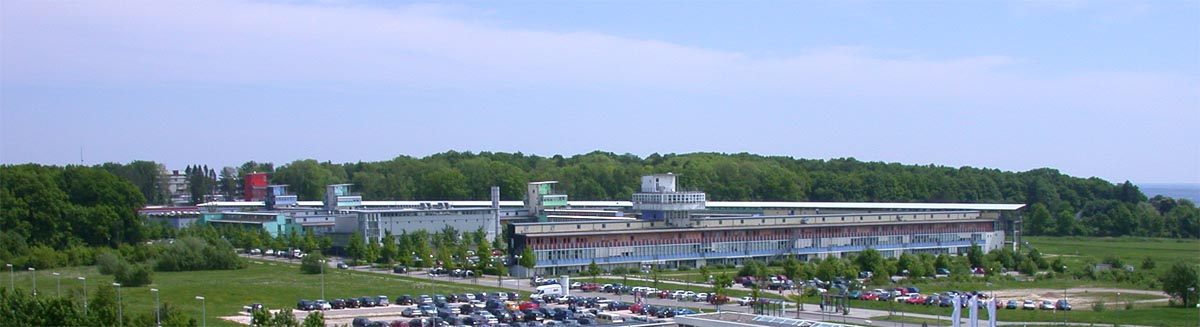
Universität, Ulm

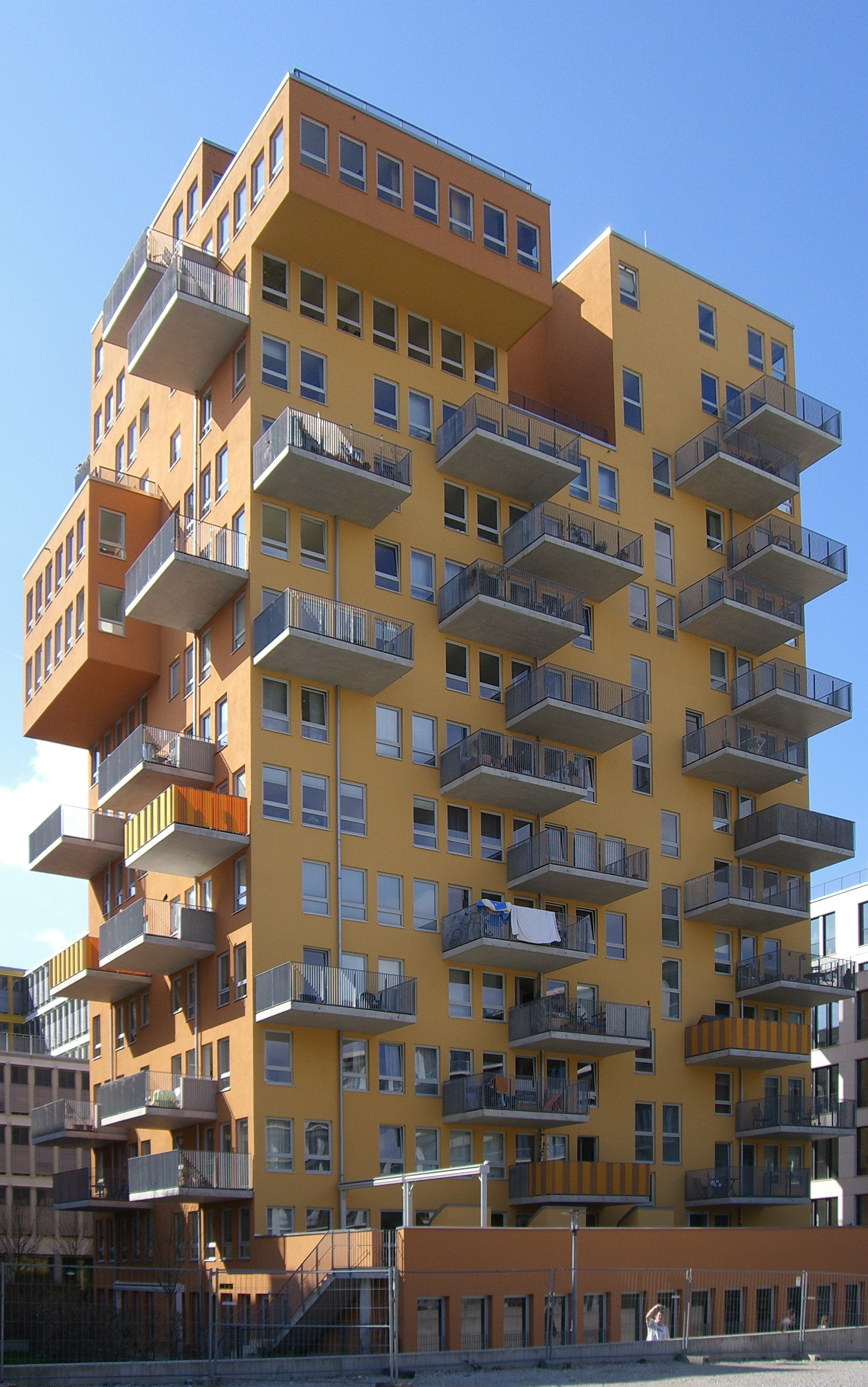
Wohngebäude, Theresienhöhe

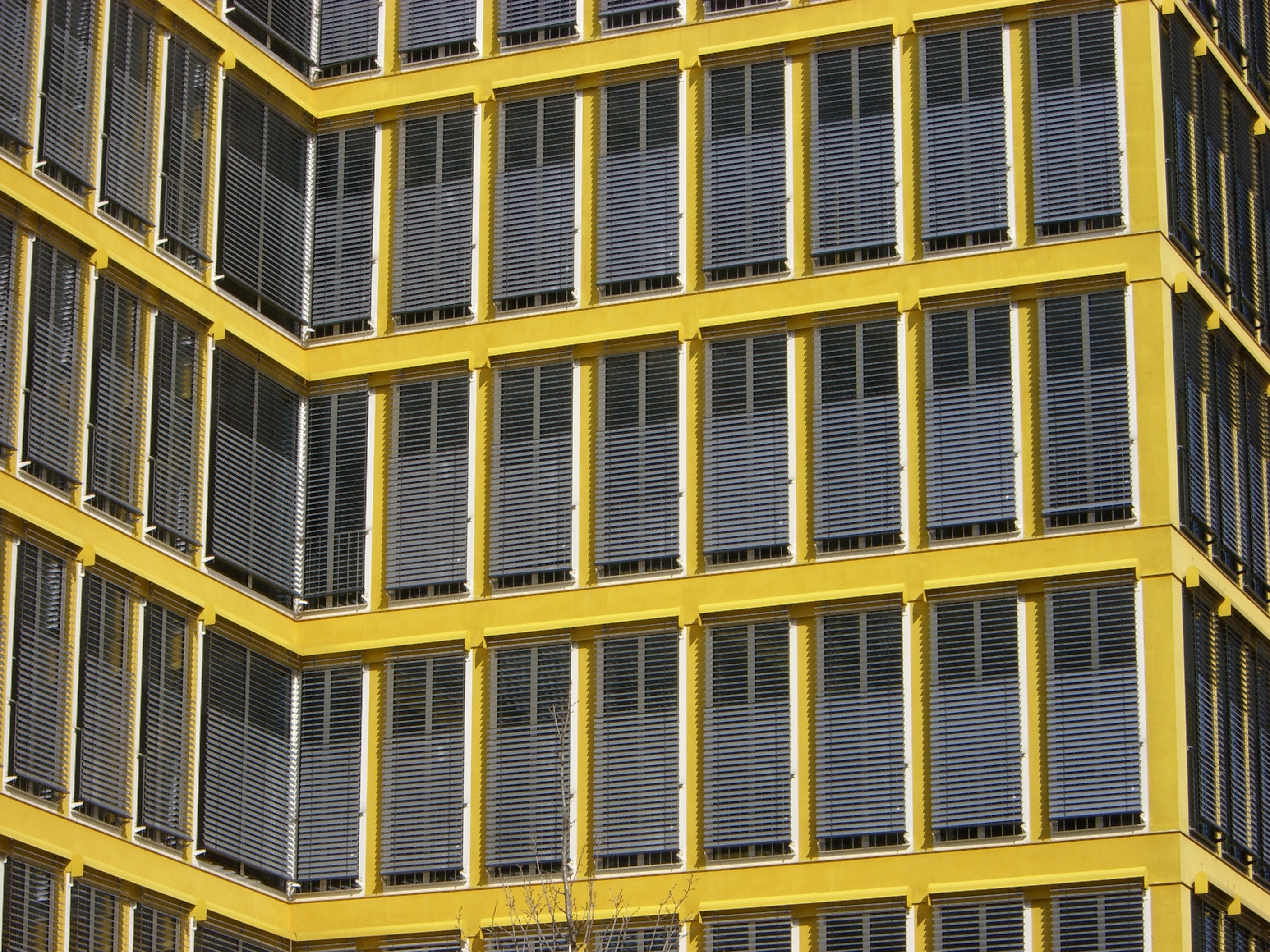
Fassadengestaltung

als Partner der Architekturwerkstatt Steidle / Jungbauer:
- 1994–1999: Wohnanlage, Reichenau mit Künstler Erich Wiesner[4]

als Partner des Architekturbüros Steidle + Partner:
- 1971: Wohnanlage Genter Straße, München-Schwabing mit Doris und Ralph Thut[5]
- 1973: Wohngebäude mit Maisonettewohnungen in Schottenbauweise Keferloherstraße, Milbertshofen
- 1973–1974: Elementa ’72, experimenteller Wohnungsbau, Langwasser[6]
- 1974–1976: Wohnanlage für BMW-Arbeiter, Dingolfing mit P. Deby und G. Niese[7]
- 1975: Wohnhaus Luxemburgstraße, München
- 1975: Wohnhausgruppe Peter-Paul-Althaus-Straße, München
- 1976: Kindergarten, Erdweg[8]
- 1976: Wohnhausgruppe Osterwaldstraße, München
- 1977–1979: St. Michael-Kirche, Rosenheim[9]
- 1977–1978: Hausgruppe im Siedlungsgebiet Hamburg-Bau ’78
- 1978: Wohn- und Geschäftshaus Ecke Leopold- und Ainmillerstraße, München
- 1979–1982: Wohnsiedlung documenta urbana, Kassel
- 1980: Baulückenschließung Karl-Theodor-Straße, München mit R. Sommerer
- 1979–1983: Internationales Begegnungszentrum der Wissenschaft, Berlin-Wilmersdorf mit Künstler Erich Wiesner
- 1982–1985: Wohnhäuser im Stadthausquartier Lützowstraße, Berlin-Tiergarten, Internationale Bauausstellung 1987 (IBA Berlin)[10]
- 1984: Haus Kappel, Daisendorf
- 1984–1991: Pressehaus am Baumwall für Gruner+Jahr, Hamburg (mit Schweger associated architects und Uwe Kiessler)
- 1985–1987: Seniorenwohnhaus für die IBA 1987 in der Köpenicker Straße 191–193, Berlin-Kreuzberg[11]
- 1987: Wohnanlage Integriertes Wohnen, München-Nymphenburg[12]
- 1985–1990: Siedlung Wienerberggründe, Wien
- 1990: Landwirtschaftliche Hochschule, Niederlande
- 1990–1991: Universität Ulm, Fakultät für Ingenieurwissenschaften (Uni-West) mit Peter Latz und Künstler Erich Wiesner[13]
- 1990: Gartenstadt an der Heidemannstraße, München
- 1992: Siedlung Pilotengasse, Wien mit Bernd Jungbauer und Oskar Putz[14] und Adolf Krischanitz und Herzog & de Meuron
- 1987–1992: Kreuzgassenviertel, Nürnberg mit Baufrösche
- 1993–1995: Verwaltungsgebäude der T-Mobil, Bonn-Beuel
- 1994–1997: Wohnanlage der Wacker Pensionskasse, München mit Künstler Erich Wiesner
- 1996: Wohnungsbau auf dem Pragsattel, Stuttgart
- 1996: Städtebauliches Gesamtkonzept für die Theresienhöhe, München
- 1999: Wohnpark am Königswald, Dresden
- 2000: Technische Fachhochschule, Wildau
- 2000: Kommunikations- und Informationszentrum Ulm, (ehem. Universitätsbibliothek Ulm) mit Künstler Erich Wiesner
- 2000: städtebauliches Konzept und Wohngebäude am Olympischen Dorf für die Winterspiele Turin 2006[15]
- 1994–2001: Wohnanlage Freischützstrasse, München mit Bernd Jungbauer[16]
- 2002: KPMG Firmengebäude in Michaelis-Quartier, Hamburg mit Künstler Erich Wiesner
- 2002: KPMG Firmengebäude auf der Theresienhöhe, München[17][18] mit Künstler Erich Wiesner
- 2002: MK5 Wohnturm auf der Theresienhöhe, München[19] mit Künstler Erich Wiesner
- 2004: Erweiterungsbau für das Alfred-Wegener-Institut für Polar- und Meeresforschung, Bremerhaven mit Künstler Erich Wiesner
- 2005–2006: Drittes Sternhaus der Siemens-Siedlung, München
- 2008: Mustersiedlung Hadersdorf mit Adolf Krischanitz, Hermann Czech, Diener & Diener Architekten, Max Dudler, Hans Kollhoff, Peter Märkli, Meili, Peter & Partner Architekten

## Auszeichnungen und Preise
- 2022: Klassik Nike für Wohnanlage Genter Straße in München-Schwabing[20]
- 2008: Preis für Stadtbildpflege der Stadt München für Drittes Sternhaus der Siemens-Siedlung, München
- 2003: BDA-Preis Bayern für KPMG-Gebäude, München
- 2002: Fritz-Schumacher-Preis
- 2000: Architekturpreis der Landeshauptstadt München
- 1997: Deutscher Städtebaupreis für „Wacker-Haus“, München
- 1997: Anerkennung – Deutscher Architekturpreis für „Wacker-Haus“, München
- 1994: Hugo-Häring-Preis für Universität, Ulm
- 1993: Deutscher Städtebaupreis für Kreuzgassenviertel, Nürnberg
- 1993: Architekturpreis der Stadt Nürnberg für Kreuzgassenviertel, Nürnberg
- 1987: BDA-Preis Bayern für Integriertes Wohnen, Nymphenburg[21]
- 1981: BDA-Preis Bayern für katholische Pfarrkirche St. Michael, Rosenheim
- 1977: BDA-Preis Bayern für Kindergarten, Erdweg
- 1975: BDA-Preis Bayern für BMW-Wohnheimanlage, Dingolfing
- 1975: Lobende Erwähnung – Architekturpreis Beton für Gentner Straße[22]

## Ausstellungen
- 2004: Galerie Aedes, Berlin: Land Stadt Haus
- 2003: Architekturmuseum der Technischen Universität München in der Pinakothek der Moderne: Land Stadt Haus
- 2002: Martin Gropius-Bau, Berlin: Beitrag zur Ausstellung „Neue Deutsche Architektur. Eine Reflexive Moderne“
- 2002: Architekturgalerie am Weissenhof, Stuttgart: "wie wohnen – heute?
- 2000: 7. Internationale Architekturbiennale, Venedig
- 2000: Deutsches Architektur Museum, Frankfurt am Main: Beitrag zur Ausstellung „Architektur im 20. Jahrhundert. Deutschland“
- 2000: Architekturmuseum Schwaben, Augsburg
- 1998: Haus des Architekten, Dresden
- 1996: Galerie Aedes East, Berlin
- 1994–1995: Institute Francais d´Architecture, Paris